# Střížovice (Kroměříži járás)
Střížovice település Csehországban, Kroměříži járásban. Střížovice Bařice-Velké Těšany, Kvasice, Hulín és Kroměříž településekkel határos. Lakosainak száma 249 fő (2024. január 1.).

## Népesség
A település lakosságának változását az alábbi diagram mutatja:
| Lakosok száma | 231  | 221  | 286  | 275  | 211  | 228  | 257  | 252  | 243  | 249  |
|               | 1869 | 1890 | 1921 | 1950 | 1980 | 2001 | 2017 | 2019 | 2022 | 2024 |